# 俞山
俞山（1399年—1457年），字積之，號楳庄，浙江承宣布政使司嘉興府秀水縣（今浙江省嘉興市）人，明朝政治人物。
其由舉人成為宣德五年（1430年）會試副榜，正統五年（1440年）任郕王府伴讀，明景帝即位后，其升为吏部右侍郎。景泰年间，加太子少傅，之后致仕离去。

## 生平
十九歲，進入郡庠，學習《春秋》。
永樂二十一年（1423）舉人，以祖母年事已高，不忍遠出。 三年後，參加會試，入南京國子監卒業，為國子祭酒四明陳公所器重。
宣德五年（1430），任昆山訓導。 不久，以父喪，解任。 服除，調任宜興。 不久，以祖母喪，解任。
正統五年（1440），服闋，複任。 選為郕王朱祁鈺的陪讀，精於經史，敷繹精詳，誦說明白，尤善於諷諫，多所禆益。
正統十四年（1449），明景帝即位，擢鴻臚寺丞。 興濟伯楊善掌管鴻臚寺，推薦俞山擢升鴻臚寺少卿。 拜吏部右侍郎兼經筵講官，轉任左侍郎。 明景帝曾欲進俞山為內閣，繼欲昇尚書，皆固辭。 於是頒誥命，階自嘉議大夫至資善大夫。
明景帝準備改立太子，俞山密疏進諫。 不聽。 懷獻太子立，加太子少傅，俞山意不自安，致仕而去。
明英宗復辟，俞山以致仕得免。

## 親屬成員
祖父：俞伯綱
祖母：周氏
父：俞仲玉
母：王氏